# Alberto Mayagoitia
Alberto Mayagoitia (Cidade do México, 24 de abril de 1968) é um ator mexicano.

## Filmografia

### Televisão
- Como en el cine (2001) .... Billy Billetes (2001-2002)
- La revancha (2000) .... Leonardo Manrique
- Catalina y Sebastián (1999) .... Carmelo
- Salud, dinero y amor (1997) .... Federico Montiel (1997-1998)
- Marisol (1996) .... Dr. Rubén Linares
- La última esperanza (1993) .... Daniel / Ángel
- El abuelo y yo (1992) .... Bruno
- Madres egoístas (1991) .... Fernando González / Felipe Godoy / Fernando Rivas Cantú
- Luz y sombra (1989) .... Tomás José
- Amor en silencio (1988) .... Diego Robles
- Rosa salvaje (1987) .... Pablo Mendizábal (1987-1988)
- Pobre juventud (1986) .... Jorge (1986-1987)
- Vivir un poco (1985) .... Aldo Merisa Obregón
- Chispita (1982) .... Ángel Guardián

### Cinema
- Lucrecia (1991)
- Binarius (1991)
- Pandilleros (1989)
- Zapata en Chinameca (1987)

## Prêmios e indicações

### TVyNovelas
| Ano  | Categoria           | Telenovela     | Resultado |
| ---- | ------------------- | -------------- | --------- |
| 1987 | Melhor ator juvenil | Pobre juventud | Venceu    |